# 894 Erda
Erda (asteróide 894) é um asteróide da cintura principal com um diâmetro de 36,54 quilómetros, a 2,755547 UA. Possui uma excentricidade de 0,1155901 e um período orbital de 2 008,75 dias (5,5 anos).
Erda tem uma velocidade orbital média de 16,8739062 km/s e uma inclinação de 12,69853º.
Esse asteróide foi descoberto em 4 de Junho de 1918 por Max Wolf.